# Ordynacja rodowa
Ordynacja rodowa, powiernictwo rodowe, fideikomis familijny (łac. fidei commissum „w wiarygodne ręce oddaje”) – majątek ziemski rządzący się swoimi własnymi prawami dotyczącymi dziedziczenia, posiadający swój własny statut (akt fundacyjny), zapobiegający rozdrobnieniu dóbr.
Ordynacja stanowiła rozległy majątek ziemski będący jednocześnie odrębną jednostką administracyjno-terytorialną w systemie feudalnym, którą zarządzał fideikomisarz (powiernik fideikomisu), który nie był właścicielem majątku, lecz jego powiernikiem, a więc nie mógł nim swobodnie dysponować. Z reguły fideikomisarzem był najstarszy syn. Pozostałe rodzeństwo (dzieci właściciela-powiernika) nie dysponowały dobrami ziemskimi. Otrzymywało jedynie posag (córki) oraz odpowiednie wykształcenie (synowie). Wykształcenie i szlacheckie pochodzenie umożliwiało ubieganie się o stanowiska państwowe lub wojskowe. Na starość rodzeństwo mogło powrócić i przebywać w dobrach fideikomisu (swoista rodzinna emerytura). W obrębie ordynacji mogło znajdować się nawet kilkanaście miast i kilkadziesiąt wsi, a także małe majątki drobnej i zależnej szlachty służebnej.

## Historia
Fideikomisy familijne zaczęły powstawać w okresie późnego średniowiecza. Bezpośrednią przyczyną ich rozwoju była tendencja do przeciwdziałania rozdrobnieniu fortun arystokratycznych i do utrzymania splendoru rodu. Instytucja ta po raz pierwszy pojawiła się w rządzonej przez Habsburgów Hiszpanii, gdzie nazywana była mayorazgo. Tam też wydano pierwsze regulacje prawne dotyczące tworzenia fideikomisów (Leyes de Toro 1505). Od XVII w. ordynacje rodowe (fideikomisy) rozpowszechniły się w reszcie Europy. W XVIII i XIX w. były bardzo popularną formą powiernictw rodzinnych w Niemczech, Austrii i Rosji. W Prusach Wschodnich był to częsty sposób zapobiegania rozdrobnieniu dużych majątków ziemskich. W 1919 w Niemczech było około 1300 fideikomisów. Przykładem fideikomisu był Friedrichstein hrabiów Dönhoff (od 1859). Po zniesieniu fideikomisów wiele majątków zostało rozparcelowanych.
W I Rzeczypospolitej fideikomisy przyjęły się w XVI w., ale miały charakter wyjątkowy, gdyż godziły w ustrój państwa. Ordynacje tworzono dla ugruntowania znaczenia rodów magnackich, z których najbardziej znani są Zamoyscy i Radziwiłłowie. Statut ordynacji rodowej proponowany był najczęściej przez właściciela-fundatora i wymagał zatwierdzenia przez Sejm. Ordynacja nie mogła być sprzedana, darowana ani podzielona między kilku spadkobierców, lecz zawsze przechodziła w drodze dziedziczenia w całości na określoną osobę, z reguły na najstarszego syna. Kobiety nie mogły być ordynatami. Ordynat był obowiązany w razie potrzeby utrzymywać członków swojej najbliższej rodziny. Nie miał prawa uszczuplać majątku, a w razie niewypełniania obowiązków statutowych mógł zostać pozbawiony powiernictwa na rzecz następcy lub rodziny.
Ordynacje rodowe utworzone za I Rzeczypospolitej przetrwały jej upadek i w XIX wieku funkcjonowały we wszystkich trzech zaborach. Władze zaborcze pozwoliły również tworzyć nowe ordynacje. Powstawały one według prawa obowiązującego w danym państwie i zwykle musiały być zatwierdzone przez panującego. Z czasem w ramach represji zaborcy tworzyli tzw. donacje, zorganizowane na wzór ordynacji, ale przeznaczone wyłącznie dla zasłużonych urzędników i ziemian niemieckich i rosyjskich. Tworzono je na ziemiach polskich z dóbr państwowych i skonfiskowanych majątków prywatnych. Dziedziczenie w nich odbywało się na zasadzie majoratu, co miało zabezpieczyć je przed rozdrobnieniem i powrotem w ręce polskiego ziemiaństwa. II Rzeczpospolita już w 1919 zniosła donacje i przejęła te majątki na własność państwa.

## Znoszenie ordynacji w Polsce i Europie
We Francji ordynacje rodowe zniósł Kodeks Napoleona z 1807 roku.
W 1918 w następstwie upadku Cesarstwa Rosyjskiego i postanowień Traktatu ryskiego przestały istnieć ordynacje, które znalazły się na terytorium Związku Radzieckiego. Przetrwały natomiast te, które znalazły się na terytorium Polski, Litwy i Łotwy. Reformy rolne w tych krajach znacznie uszczupliły stan posiadania i uprzywilejowanie tych majątków. Zakazano też tworzenia nowych ordynacji.
W Danii, choć zapowiadała to już konstytucja w 1848 roku, dopiero specjalną ustawą z 1919 roku zniesiono pozostałe feudalne hrabstwa i baronie oraz rodzinne fideikomisy - było ich wtedy w królestwie 74.
W Polsce ostateczny kres ordynacji rodowych nadszedł w latach trzydziestych i czterdziestych XX wieku. Ustawa z dnia 13 lipca 1939 roku nakreśliła ramy prawne znoszenia ordynacji. Zgodnie z postanowieniem ustawy ordynacje miały być stopniowo znoszone – albo na wniosek ordynata albo na wniosek wojewody, nawet bez zgody ordynata. Postępowanie przeprowadzano przed sądem. Zgodnie z ustawą z chwilą orzeczenia likwidacji ordynacji, właścicielem wszystkich dóbr stawał się jej ostatni ordynat – jego bezpośredniemu potencjalnemu sukcesorowi przysługiwało odszkodowanie wysokości 1/5 majątku ordynacji. Prawa innych osób wygaszano bez odszkodowania. Na likwidację ordynacji założonych przed 1795 rokiem aktami ustawodawczymi Państwa Polskiego (a więc nie śląskich) albo takich związanych z dobrami kulturalnymi albo których powierzchnia lasów przekraczała 2500 hektarów wymagano zgody Rady Ministrów - była więc to furtka do potencjalnego utrzymania ordynacji zamojskiej, ordynacji Radziwiłłów oraz pińczowskiej. Ze względu na wybuch II wojny światowej postanowienia ustawy nie zdążyły być wykorzystane w praktyce.
Na przełomie 1939 i 1940 roku, gdy wschodnie tereny Polski stały się częścią Związku Radzieckiego, wszystkie znajdujące się tam latyfundia upaństwowiono. Ordynacje na pozostałych ziemiach polskich istniały do 1944. Uległy rozwiązaniu na podstawie dekretu o reformie rolnej, choć wcielanie go w życie trwało do 1945 roku.
W Niemczech i Austrii ustawowo zniesiono fideikomisy ustawą z 1938 roku. Zgodnie z prawem ordynacje wygasały z dniem 1 stycznia 1939 roku, ale pozwolono ówczesnym ordynatom na zachowanie dożywotnich praw, regulując sprawy spadkowe po ich śmierci. Jeszcze w 2007 ciągnęły się sprawy spadkowe niektórych z nich, choć ordynacje jako takie już nie istnieją.
W Anglii i Walii tamtejsze ordynacje tzw. ‘fee tails’ zostały zniesione w 1925 roku. W Szkocji wszystkie ordynacje zniesiono razem z resztkami feudalizmu w 2000 roku, a w Irlandii formalnie i natychmiastowo w 2009 roku.
W Szwecji ordynacje istniały do 1963 roku, gdy przegłosowano ich wygaszanie z dniem 1 stycznia 1964 r. wraz ze śmiercią ówczesnych ordynatów. Było ich wtedy około 200 w całym kraju. Zgodnie z ustawą rząd Szwecji pozwolił na dalsze istnienie pięciu ordynacji, ze względu na ich szczególne znaczenie historyczne. W 2006 roku ciągle istniało ponadto 19 innych ordynacji.

## Formy ordynacji
- seniorat – zasada dziedziczenia ordynacji przez najstarszego członka rodu, bez względu na stopień pokrewieństwa ze zmarłym.
- majorat – zasada przewidująca dziedziczenie ordynacji przez najstarszego syna lub najbliższego krewnego w przypadku braku potomków zmarłego.
- minorat – zasada przewidująca dziedziczenie ordynacji przez młodszego syna zmarłego.
- primogenitura – zasada dziedziczenia ordynacji przez pierworodnego syna zmarłego.
- sekundogenitura – zasada dziedziczenia ordynacji przez drugiego, młodszego syna zmarłego.

## Ordynacje rodowe w I Rzeczypospolitej
- Ordynacja Jarosławska Jarosławskich – założona w 1470 jako majorat przez Spytka i Rafała Jakuba Jarosławskich, zatwierdzona w 1471 przez króla Kazimierza IV Jagiellończyka, rozwiązana w 1519 przez króla Zygmunta I Starego na prośbę spadkobierców Spytka Jarosławskiego.
- Ordynacja Łohojska Tyszkiewiczów – założona 8 kwietnia 1567, potwierdzona 20 sierpnia 1567, w formie majoratu przez Wasyla dla jego syna Jerzego; istniała tylko do 1603.
- Ordynacje Ołycka, Nieświeska i Klecka Radziwiłłów – założone w 1586 przez Mikołaja, Albrychta i Stanisława Radziwiłłów, zatwierdzone w 1589 przez Sejm, istniały do 1939 roku
- Ordynacja Zamojska Zamoyskich – założona w 1589 przez Jana Sariusza Zamoyskiego, w 1665 po śmierci Jana Sobiepana Zamoyskiego przedmiot procesów spadkowych i sporów między rodami: Zamoyskich, Wiśniowieckich i Koniecpolskich, w 1674 decyzją Sejmu przekazana Marcinowi Zamoyskiemu, zlikwidowana w 1944 w wyniku reformy rolnej
- Ordynacja Pińczowska Gonzagów Myszkowskich, później Wielopolskich – założona w 1601 przez Piotra i Zygmunta Gonzagów Myszkowskich, po śmierci Jana Władysława Myszkowskiego w 1727 przedmiot sporu rodów Jordanów i Wielopolskich, w 1729 decyzją Trybunału Koronnego odziedziczona przez Franciszka Wielopolskiego, który przyjął nazwisko Wielopolski Gonzaga Myszkowski, zlikwidowana w 1945 w wyniku reformy rolnej
- Ordynacja Ostrogska Ostrogskich, później Ostrogskich-Zasławskich, Lubomirskich i Sanguszków – założona w 1609 przez Janusza Ostrogskiego, od 1620 własność Ostrogskich-Zasławskich, od 1683 Lubomirskich, od 1702 Sanguszków, w XVII i XVIII wieku przedmiot licznych sporów spadkowych między magnackimi rodzinami, rozwiązana w 1766 przez Sejm jako potwierdzenie zawartej w 1753 ugody kolbuszowskiej Janusza Sanguszki z rodami: Potockich, Lubomirskich, Jabłonowskich, Małachowskich, Czackich, Sapiehów, Szydłowskich i Czartoryskich
- Ordynacja Ostrowska Chreptowiczów – założona w 1740 przez Litawora Chreptowicza, rozwiązana przez sejm w 1775
- Ordynacja Rydzyńska Sułkowskich – założona w 1775 przez Augusta, Aleksandra Józefa, Franciszka i Antoniego Sułkowskich, w 1909 po śmierci ostatniego ordynata Antoniego Stanisława Sułkowskiego przekształcona w Fundację Sułkowskich

## Ordynacje założone przez polskie rody w okresie zaborów

### Zabór austriacki
- Ordynacja Przeworska Lubomirskich – założona w 1825 przez Henryka Lubomirskiego, zatwierdzona dopiero w 1869, zlikwidowana w 1944 w wyniku reformy rolnej
- Ordynacja Rozwadowska Lubomirskich – założona w 1865 roku przez Hieronima Adama Lubomirskiego, zlikwidowana w 1944 w wyniku reformy rolnej.
- Ordynacja Łańcucka Potockich – założona w 1830 przez Alfreda Potockiego, zlikwidowana w 1944 w wyniku reformy rolnej
- Ordynacja Sieniawska Czartoryskich – założona przez Władysława Czartoryskiego, zatwierdzona w 1897, zlikwidowana w 1944 w wyniku reformy rolnej
- Ordynacja Chrostkowska Lewickich, później Siemińskich-Lewickich, założona w 1856 roku, istniała do 1939 roku.
- Ordynacja Skalska Gołuchowskich – istniała do 1939
- Ordynacja Poturzycka Dzieduszyckich – założona w 1893 przez Włodzimierza Dzieduszyckiego, istniała do 1939
- Ordynacja na Wysuczce Czarkowskich-Golejewskich – istniała do 1939
- Ordynacja Niżbork-Czachorowska Baworowskich – istniała do 1939
- Ordynacja Borynicka Borkowskich, później Mycielskich – istniała do 1939

### Zabór pruski
- Ordynacje Skaryszewska i Kozłowska Zboińskich – założone w 1785 przez Augusta Zboińskiego, w 1890 rozwiązane
- ordynacja przygodzicka Radziwiłłów – założona w 1796 przez Michała Hieronima Radziwiłła, zatwierdzona w 1873, zlikwidowana w 1945 w wyniku reformy rolnej
- ordynacja obrzycka Raczyńskich – założona w 1825 przez Atanazego Raczyńskiego, zlikwidowana w 1945 w wyniku reformy rolnej
- Ordynacja Kwilecka Kwileckich – założona w 1848, zlikwidowana w 1945 w wyniku reformy rolnej.
- Ordynacja Jarocińska Radolińskich – założona ok. 1850 przez Władysława Radolińskiego, zlikwidowana w 1945 w wyniku reformy rolnej
- Ordynacja Taczanowska Taczanowskich – założona w 1856 przez Alfonsa Taczanowskiego – zlikwidowana w 1945 w wyniku reformy rolnej
- Ordynacja Niegolewska Niegolewskich – założona jako minorat przez Andrzeja Niegolewskiego – zlikwidowana w 1945 w wyniku reformy rolnej
- Ordynacja na Iwnie Mileżyńskich – zlikwidowana w 1944 w wyniku reformy rolnej
- Ordynacja Wróblewska Kwileckich – w posiadaniu rodziny Kwileckich, potem Węsierskich-Kwileckich, znowu Kwileckich -zlikwidowana w 1945 w wyniku reformy rolnej
- Ordynacja Kobylnicka Twardowskich – założona testamentem w 1859 przez Dobrogosta Macieja Twardowskiego, zatwierdzona przez króla Prus w 1860 roku dla jego syna Teodora Pawła Twardowskiego, zlikwidowana w 1945 w wyniku reformy rolnej
- Ordynacja Smogulecka Hutten-Czapskich – założona w 1861 przez Eleonorę z Mielżyńskich Hutten-Czapską dla jej syna Bogdana Hutten-Czapskiego, rozwiązana przez bezdzietnego I ordynata w 1930 roku.
- Ordynacja Próchnowska Potulickich-Skórzewskich – założona w 1875 przez Emilię z Goetzendorf-Grafowskich Skórzewską dla Zygmunta Potulickiego, który przyjął nazwisko Potulicki-Skórzewski, zlikwidowana w 1945 w wyniku reformy rolnej
- Ordynacja na Radomicach-Czerniejewie Skórzewskich – założona w 1885, zlikwidowana w 1945 w wyniku reformy rolnej
- Ordynacja na Łabiszynie Skórzewskich – zlikwidowana w 1945 w wyniku reformy rolnej
- Ordynacje na Posadowie i Lwówku Łąckich – ordynacje założone kolejno w 1890 na Posadowie i w 1892 na Lwówku przez Władysława Łąckiego, dziedziczone na zasadzie majoratu, po wymarciu rodziny Łąckich w 1937 majątki rozwiązanych ordynacji przeszły na własność Jana i Feliksa Tyszkiewicz-Łąckich
- Ordynacja Gołuchowska Czartoryskich – założona w 1893 przez Izabellę z Czartoryskich Działyńską dla Witolda Czartoryskiego

### Zabór rosyjski
- Ordynacja na Kurmen Komorowskich – istniała do 1920
- Ordynacja Lachowicka Kossakowskich – istniała do 1939 roku
- Ordynacja Międzyrzecka Czartoryskich, później Potockich – rozwiązana w 1944 roku
- Ordynacja Opinogórska Krasińskich – założona w 1844 przez Wincentego Krasińskiego, zlikwidowana w 1945 w wyniku reformy rolnej
- Ordynacja Birżańska Tyszkiewiczów – założona w 1860, istniała do 1940
- Ordynacja Massalańska Bispingów h. wł. – ufundowana przez siostry Aleksandrę z Bispingów-Swetchinową i Józefę z Bispingów- Woyczyńską dla wnuka ich brata stryjecznego Aleksandra Bispinga, zatwierdzona ukazem carskim w 1853 roku, istniała do 1939
- Ordynacja Dawidgródecka Radziwiłłów – istniała do 1939 roku
- Ordynacja Rakliska Houlwattów – istniała do 1939 roku
- Ordynacja Teplicka Potockich – założona przez Aleksandrę Potocką dla Konstantego Józefa Potockiego, istniała do 1920
- Ordynacja Zatrocka Tyszkiewiczów – założona w 1901 przez Józefa Tyszkiewicza, istniała do 1940
- Ordynacja Kozłowiecka Zamoyskich – założona w 1903 przez Konstantego Zamoyskiego, zlikwidowana w 1944 w wyniku reformy rolnej
- Ordynacja Roska Branickich – założona w 1910 na mocy testamentu Stefana Potockiego, przestała faktycznie istnieć po 1920 roku, gdy większa jej część znalazła się w ZSRR, a reszta majątku uległa wyprzedaży i parcelacji, formalnie dotrwała do 1939
- Ordynacja zasławska Sanguszków – założona w 1907 istniała do 1920
- Ordynacja Tyzenhauzska Przeździeckich – założona w 1913, istniała do 1920
- Ordynacja Antonińska Potockich – założona w 1913 roku przez Józefa Mikołaja Potockiego dla jego syna Romana, liczyła ok. 25 000 hektarów ziemi. Ordynacja miała obowiązywać po śmierci fundatora. Postanowienia te nigdy nie weszły w życie, z powodu utraty większości majątku przez Potockich w 1920 roku.
- Ordynacja Korecka Potockich – założona w 1913 roku przez Józefa Mikołaja Potockiego dla jego drugiego syna Józefa Alfreda, liczyła ok. 24 000 hektarów ziemi. Ordynacja miała obowiązywać po śmierci fundatora. Postanowienia te nigdy nie weszły w życie, z powodu utraty większości majątku przez Potockich w 1920 roku.

Po stłumieniu Powstania Listopadowego władze carskie nadały część skonfiskowanych dóbr jako donacje rosyjskim generałom. Miałby one być dziedziczone wyłącznie w linii męskiej na zasadzie majoratu, co miało sprawić, że nie dostaną się w polskie ręce ani poprzez dziedziczenie, ani poprzez parcelację. Donacje te zostały przejęte przez polskie państwo i zniesione bez odszkodowania w 1920 roku. Były to (m.in.):
- donacja na Uniejowie rodziny von Toll
- donacja na Kozienicach rodziny von Dehnów
- donacja na Dziardoniach i Grabkowie rodziny von Kaufmannów
- donacja na Poniatowej utworzona w 1871 dla generała Filipa Kannabicha (1804-1874) byłego gubernatora twierdzy Zamość i Dęblin[3].

## Ordynacje rodowe polskich rodzin szlacheckich

### Śląsk
- Ordynacja Mysłowicka Mieroszewskich – założona w 1678 przez Jana Mieroszewskiego, zatwierdzona w 1679 przez cesarza Leopolda I Habsburga, zmieniona w 1839 przez Aleksandra Mieroszewskiego w ordynację pieniężną istniejącą do śmierci ostatniego ordynata w 1915, podczas gdy właścicielami (formalnie dzierżawcami wieczystymi) majątku ziemskiego byli Thiele-Wincklerowie
- Ordynacja Pilchowicka Węgierskich – założona w 1785 przez Józefa Węgierskiego dla Antoniego Węgierskiego, w tym samym roku zatwierdzona przez króla Prus Fryderyka II, w 1831 po śmierci Fryderyka Węgierskiego stała się powodem sporów majątkowych jego spadkobierców i uległa rozwiązaniu, w 1837 dobra ziemskie po zlikwidowanej ordynacji zakupił Fryderyk Adrian de Limburg-Stirum.
- Fideikomis na Krzyżanowicach, Grabówce, Kuchelnej i Pszowie Lichnowskich – założony w 1788 przez Jana Karola Lichnowskiego, istniał do 1941
- Fideikomis na Przyszowicach Raczków – założony w 1871 przez Guido Raczka

## Fideikomisy rodów niemieckich, od 1918 lub 1945 roku na ziemiach RP

### Pomorze
- Majorat na Wódce i Gniewinie von Reksinów – założony w 1749 przez Michała Ernesta von Rexina
- Majorat na Ostromecku – założony przez Albrechta von Alvenslebena

### Wielkopolska
- Fideikomis na Księstwie Krotoszyńskim von Thurn und Taxisów – założony w 1819 przez Karola Aleksandra von Thurn und Taxis. W 1927 majątek został przejęty przez Skarb Państwa, tereny leśne latyfundium zostały oddane pod zarząd Lasów Państwowych, a grunty rolne rozparcelowane przez Państwowy Bank Rolny
- Majorat na Chwałkowie von Neugebauerów – założony w 1879 przez Karola Augustyna von Neugebauera
- Majorat na Wąsowie, Chraplewie i Głuponiach von Hardtów – założony w 1887 przez Richarda von Hardta

### Śląsk i Łużyce
- Fideikomis na Księstwie Pszczyńskim von Promnitzów, później von Anhaltów-Köthen i von Hochbergów – założony w 1561 przez Baltazara von Promnitza, w 1765 odziedziczony przez Fryderyka Erdmanna von Anhalt-Köthen, w 1846 odziedziczony przez Jana Henryka X von Hochberga, rozwiązany w 1937 ustawą Sejmu Rzeczypospolitej Polskiej
- Fideikomis na Jelczu von Saurmów – założony w 1569 przez Walentego von Saurma, zatwierdzony przez cesarza Maksymiliana II Habsburga w 1570 i biskupa wrocławskiego Andrzeja von Jerina w 1586
- Majorat na Głogówku von Oppersdorffów – założony w 1642 przez Jana Jerzego von Oppersdorffa, istniał do 1945 roku
- Majorat na Oleśnie, Żyrowej, Woźnikach i Nowej Cerekwi von Gaschinów von und zu Rosenberg – założony przez Melchiora Ferdynanda von Gaschina, w 1663 zatwierdzony przez cesarza Leopolda I Habsburga
- Fideikomis na Księstwie Oleśnickim von Wirtembergów-Oels – założony w 1673 przez Elżbietę Marię z Podiebradów, zatwierdzony przez cesarza w 1675
- Fideikomis na Goszczu von Reichenbachów – założony w 1747, zatwierdzony w 1749 przez króla pruskiego Fryderyka II Hohenzollerna, istniał do 1945
- Majorat na Pławniowicach, Rudzie i Biskupicach von Stechowów, później von Ballestremów – założony w 1751 przez Wolfganga von Stechowa, zatwierdzony przez króla Prus w 1752, w 1798 odziedziczony przez Karola Franciszka von Ballestrema, istniał do 1945
- Fideikomis na Zawidowie i Rybarzowicach von Einsiedlów – założony w 1761
- Majorat na Sycowie Bironów von Curland – założony w 1769 roku przez młodszego syna Ernesta Jana Birona, Karola Ernesta von Birona, istniał do 1945 roku
- Fideikomis na Książu von Hochbergów – założony w 1772 przez Jana Henryka V von Hochberga, istniał do 1941
- Majorat na Gaworzycach von Tschammerów – założony w 1784 przez Heinricha Ernsta Karla Wilhelma von Tschammera, istniał do 1945
- Majorat na Turawie von Garnierów – założony w 1794 przez Annę Barbarę von Garnier, odziedziczony w 1804 przez Franciszka Ksawerego von Garniera, istniał do 1945
- Majorat na Dziewinie von Schweinitzów – założony w 1798 przez Hansa Caspara von Schweinitza, istniał do 1945
- Majorat na Sławięcicach, Bytkowie i Szumiradzie von Hohenlohe-Ingelfingenów – założony w 1799 przez Fryderyka Ludwika von Hohenlohe-Ingelfingena
- Majorat na Dobrej von Seherr-Thossów – założony w 1800 przez Heinricha von Seherr-Thossa, istniał do 1945
- Fideikomis na Oleśnicy Małej, Biskupicach, Śliwicach i Bielawie – założony w 1823 przez feldmarszałka Ludwiga Yorck von Wartenburg, po 1830 podzielony na dwie odrębne części: Mała Oława i Śliwice
- Majorat na Księstwie Cieszyńskim von Habsburgów-Lothringen – założony w 1826 przez Karola Ludwika Habsburga, istniał do 1918
- Fideikomis na Ujeździe i Bycinie von Hohenlohe-Ingelfingenów – założony w 1839 przez Augusta von Hohenlohe-Ingelfingena
- Fideikomis na Krzyżowej von Moltków – założony w 1868 przez Helmuta Karla Bernharda von Moltke
- Majorat na Księstwie Raciborskim von Ratiborów – założony przez Wiktora Maurycego Karola von Hohenlohe-Schillingsfürsta, istniał do 1945
- Fideikomis na Zagórzu Śląskim von Zedlitzów – założony w 1888 przez Maxa Ferdynanda von Zedlitz und Neukirch, istniał do 1945
- Fideikomis na Starych Tarnowicach i Reptach Hencklów von Donnersmarck – założony w 1891 przez Guido Henckla von Donnersmarcka
- Majorat na Katowicach von Tiele-Wincklerów – założony w 1892 przez Huberta Gustawa von Tiele-Wincklera, obejmował posiadłości ziemskie rodziny von Tiele-Wincklerów w powiatach katowickim, prudnickim, pszczyńskim, bytomskim, rybnickim i olesneńskim
- Fideikomis na Czarnym Borze von Portatiusów – założony w 1893 przez Hansa von Portatiusa

### Warmia i Mazury
- Majorat na Friedrichstein von Dönhoffów, założony w 1666 roku, istniał do 1945 roku.
- Majorat na Nowej Wiosce von der Groebenów – istniał do 1945
- Majorat na Gładyszach i Karwinach von Dohnów Schlodien und Carwinden – założony w 1762 przez Carla Florusa zu Dohna Schlodien und Carwinden
- Majorat na Arklitach von Egloffsteinów – założony przez Albrechta Dytryka Gotfryda von Egloffsteina, istniał do 1945
- Fideikomis na Słobitach i Prakwicach von Dohnów-Schlobitten – istniał do 1945
- Majorat na Łabędniku von der Groebenów
- Fideikomis na Sztynorcie von Lehndorffów – założony w 1870 z inicjatywy Anny z Hohnów von Lehndorff, istniał do 1944
- Majorat na Łężanach von Fischer-Loßainenów – założony w 1910 roku przez Reinholda von Fischer-Loßainena, istniał do 1945